# آیوی بی‌ستاره
آیوی بی‌ستاره (最弱テイマーはゴミ拾いの旅を始めました。، Saijaku Teimā wa Gomihiroi no Tabi o Hajimemashita) یک مجموعه لایت ناول ژاپنی به نویسندگی هونوبونورو۵۰۰ و تصویرگری ناماست. این رمان ابتدا به صورت تحت وب در وب‌سایت شوستسوکا نی نارو در اوت ۲۰۱۸ منتشر شد. بعداً توسط انتشارات TO خریداری شد که در نوامبر ۲۰۱۹ به عنوان لایت ناول منتشر شد. این کتاب در ۱۲ جلد از ژوئیه ۲۰۲۴ جمع‌آوری شده است. یک مانگای اقتباسی از تو فوکینو در فوریه ۲۰۲۰ در وب سایت کمیک کرونای همین انتشارات منتشر شد. این مانگا در شش جلد از فوریه ۲۰۲۴ جمع‌آوری شده است. یک سریال تلویزیونی انیمه اثر استودیو ماسکت از ژانویه تا مارس ۲۰۲۴ پخش شد.

## خلاصه داستان
آیوی دختری است که در جایی که مردم مهارت‌های متعددی دارند و با ستاره‌ها رتبه‌بندی می‌شوند، زندگی می‌کند. اما او هیچ ستاره‌ای ندارد. با اینکه خانواده‌اش را بسیار دوست دارد، ولی آنها او را مورد نفرت و آزار قرار می‌دهند. با این حال، فالگیر محلی دلش به حال آیوی می‌سوزد و او را آموزش می‌دهد. بعد از اینکه فالگیر سال‌ها بعد از دنیا می‌رود، آیوی منطقه را ترک می‌کند و یک اسلایم در حال مرگ پیدا می‌کند. او آن را اهلی می‌کند و نامش را سورا می‌گذارد.